# Fievel conquista il West
Fievel conquista il West (An American Tail: Fievel Goes West) è un film d'animazione statunitense del 1991 diretto da Phil Nibbelink e Simon Wells. Sequel di Fievel sbarca in America del 1986, il film segue la storia di una famiglia di topi russi emigrati nel selvaggio West. In esso, Fievel viene separato dalla sua famiglia mentre il treno si avvicina al selvaggio West americano; il film racconta lui e lo sceriffo Wylie Burp che insegnano a Tigre come comportarsi come un cane. Fievel conquista il West è stata la prima produzione per Amblimation, uno studio di breve durata creato da Spielberg per far lavorare gli animatori di Chi ha incastrato Roger Rabbit (1988). Uscì nei cinema statunitensi il 22 dicembre 1991 e in quelli italiani il 20 dicembre 1991.
Mentre il mezzo di animazione stava passando ai computer tra la fine degli anni '80 e l'inizio degli anni '90, Spielberg voleva che quasi tutta l'animazione di Fievel conquista il West fosse disegnata a mano, descrivendo l'animazione come "un'attività di artigianato". Voleva anche che l'animazione avesse un aspetto "live-action". Fu l'ultimo lavoro per il cinema di James Stewart, che doppiò il personaggio Wylie Burp.
Presentato in anteprima al Kennedy Center il 17 novembre 1991, il film ha iniziato la sua corsa nelle sale americane il 22 novembre, lo stesso giorno in cui è stato distribuito La bella e la bestia (1991) della Walt Disney Pictures, rendendola la terza volta nella storia che due film d'animazione sono stati distribuiti nella stessa data invece che in giorni differenti (dopo Alla ricerca della valle incantata e Oliver & Company nel 1988, e La sirenetta e Charlie - Anche i cani vanno in paradiso nel 1989). 
Fievel conquista il West ha iniziato nella top ten al botteghino. Il film ha incassato 22 milioni di dollari negli Stati Uniti. Alcuni giornalisti e dirigenti cinematografici lo hanno attribuito al dover competere con il film Disney. È stato stroncato per mancanza di innovazione.
Tuttavia, Fievel conquista il West è andato meglio quando si è trattato di vendite di home video, raggiungendo rapidamente la vetta delle classifiche video quando è stato pubblicato su nastro nel marzo 1992; all'epoca, il film deteneva il record per il trasferimento da sala a home-video più breve e da allora ha ottenuto un ampio seguito di culto.

## Trama
La famiglia di Fievel comincia a rendersi conto che la vita negli Stati Uniti non era come immaginavano: dopo essere sfuggiti a un attacco da parte di un gatto, vengono a scoprire tramite un topo-cowboy che in una cittadina del Far West i gatti e i topi convivono pacificamente: decidono quindi di trasferirsi, Fievel sperando di seguire le orme del suo idolo, il cane sceriffo Wylie Burp (una parodia canina del leggendario Wyatt Earp), e Tanya sognando di diventare cantante. Contemporaneamente alla loro partenza, Tigre viene lasciato dalla fidanzata Miss Kitty.
Andando a trovare Fievel, Tigre trova un suo messaggio in cui spiega che è partito. Durante il viaggio in treno, di notte, Fievel si sveglia e girovaga per i vagoni, ritrovandosi per caso in quello dello scaltro e infido Mr. Crudelio, il quale, con la sua famigerata banda dei Cactus-Gatti, progetta di divorarsi tutti i topi, fingendo di esser loro amici (il topo-cowboy non era che una marionetta animata dal gatto). Il topolino viene scoperto e Mr. Crudelio, per non insospettire gli altri topi, fa finta di lasciarlo andare, per poi farlo inseguire dal ragno T. R. Chula, che, mentre ritorna dalla famiglia, lo fa cadere dal treno, facendolo passare per un incidente. Nel frattempo anche Tigre si disperde nel deserto, incrociandosi con Fievel, ma i due si scambiano a vicenda per dei miraggi. La famiglia Toposkovich giunge nel frattempo al paese, dove viene accolta da Crudelio che fa credere loro di voler fare collaborare gatti con topi per rendere quel luogo da desertico a felice e prospero.
Tigre è catturato da una tribù di topi-indiani che vivono nel deserto, i quali prima pensano di mangiarlo, ma poi lo scambiano per un dio. Fievel, dopo una serie di peripezie, si incontra nuovamente con Tigre, che gli dà l'indicazione per raggiungere la cittadina, ma decide di rimanere con la tribù dei topi. Il topolino riesce a raggiungere la famiglia e tenta di spiegare loro il piano dei gatti, ma loro non gli credono. Cadendo sul cappello di un gatto, Fievel scopre che Crudelio ha intenzione di trasformare tutti i topi in "topo-burger" grazie a una trappola congegnata durante l'inaugurazione di un edificio. Viene però scoperto di nuovo, e quindi catturato. Nel frattempo Crudelio resta colpito dal canto di Tanya, e la porta da Miss Kitty, trasferitasi lì con loro anche se sente la mancanza di Tigre e ignara del piano dei gatti, affinché la prepari per un'esibizione. Dopo le preoccupazioni iniziali, Tanya riesce ad avere successo, e, durante una nota particolarmente acuta, fa frantumare la bottiglia in cui Fievel era rinchiuso. Il topolino cerca di portare via la sorella, ma lei non gli dà ascolto. Affranto, Fievel si confida con un vecchio cane segugio, che si rivela essere il suo eroe, lo sceriffo Wylie Burp. Questo, ormai vecchio, gli dice che non può sistemare i gatti da solo, ma che può insegnare a un potenziale socio: Fievel va a chiedere aiuto a Tigre, che accetta; Burp gli insegna, seppur con molta fatica iniziale, a comportarsi da cane, e dopodiché i tre si dirigono alla cittadina dove i gatti stanno per mettere in atto i loro piani. Parte così lo scontro tra Fievel, Burp e Tigre contro i gatti, mentre Tanya e Miss Kitty riescono ad avvertire i topi della trappola, facendoli scappare.
I tre eroi riescono ad avere la meglio sulla banda di Mr. Crudelio, e Tigre salva anche Miss Kitty da T.R. Chula. I topi, felici, festeggiano la loro nuova vita nella cittadina ora veramente prospera e ricca d'acqua, Tigre si rimette con Miss Kitty, mentre Burp regala a Fievel la sua stella da sceriffo, dicendogli che ogni tramonto per un eroe è l'alba per un altro, che quell'eroe potrebbe essere proprio lui.

## Personaggi
- Fievel Toposkowich: il protagonista del film, è un topolino astuto e coraggioso, che fa di tutto per svelare i loschi piani dei gatti di Mr. Crudelio. Ammira molto il vecchio cane sceriffo Wylie Burp.
- Tigre: è un simpatico gatto vegetariano, migliore amico di Fievel. Viene creduto un dio da una tribù di topi-indiani, e combatterà con Fievel e Burp contro la banda dei Cactus-Gatti, riuscendo a riconquistare l'amore con Miss Kitty.
- Wylie Burp: è un cane segugio, sceriffo della città del west, sebbene sia ormai vecchio e stanco. Idolo di Fievel, combatterà contro la banda dei Cactus-Gatti e cederà il suo posto al topolino. Il nome è un riferimento a Wyatt Earp, famoso sceriffo vissuto nell'epoca del West.
- Tanya Toposkowich: è la sorella maggiore di Fievel. Sogna di diventare una famosa cantante, desiderio che realizzerà nella cittadina nel West.
- Papa Toposkowich: è il padre di Fievel e Tanya; è un musicista.
- Mama Toposkowich: è la madre di Fievel e Tanya; principalmente si occupa della piccola Yasha.
- Yasha Toposkowich: è la sorella più piccola di Fievel e Tanya.
- Miss Kitty: è un'affascinante gatta grigia che lavora come cantante e attrice, fidanzata con Tigre, salvo poi lasciarlo per seguire Crudelio, nonostante non conosca il suo piano. Aiuterà Tanya con un'esibizione, avvertendo con lei i topi della trappola, e si rimetterà con Tigre dopo che questo la salva da Chula.
- Mr. Crudelio: l'antagonista principale del film e della serie animata, è un gatto perfido, scaltro, disonesto, elegante e arcinemico di Fievel. È il capo della famigerata banda dei Cactus-Gatti. Apparentemente amico dei topi, in realtà il suo piano malvagio è quello di trasformarli in topo-burger. Prova un forte disprezzo per gli umani.
- T.R. Chula: l'antagonista secondario del film e della serie animata, è una tarantola folle, crudele e ribelle, braccio destro di Mr. Crudelio.

## Produzione
La partenza di Don Bluth dal progetto ha portato all'animazione di Fievel conquista il West priva degli elementi dell'animazione Disney del primo film. Invece, la sua animazione è più veloce e contiene più elementi dei cartoni animati della Warner Bros. Steven Spielberg ha incaricato i suoi animatori di adottare un metodo "live-action" per animare il film, in cui i personaggi sono influenzati da parti dell'ambiente come l'illuminazione. Spielberg ha anche diretto la telecamera in modo che si muovesse costantemente in sequenze come la sequenza della corsa nelle fogne e una panoramica a 360 gradi della vista del deserto del film. Questi tipi di colpi di gru (riprese) e carrellata hanno replicato alcuni scatti in Lo squalo di Spielberg (1975) e I predatori dell'arca perduta (1981) e furono considerati rivoluzionari per l'epoca.
A parte una ripresa generata dal computer del terreno della valle, tutto il film è stato animato disegnato a mano ; il processo è stato così intenso che ci è voluta almeno una settimana per completare un minuto di animazione, una sessantina di artisti per dipingere circa 230.000 sfondi, e una settimana perché un singolo animatore finisse tre secondi di animazione. Poiché Fievel conquista il West era una parodia dei film western, gli animatori hanno studiato a fondo le opere di John Ford e Sergio Leone.

## Serie animata
Una serie basata che si collega al film,  Le avventure di Fievel ( Fievel's American Tails) è stata prodotta nel 1992: la serie conta 13 episodi, riportando in scena Mr Crudelio, Chula, i suoi scagnozzi e Miss Kitty. È però assente Wylie Burp.  

## Distribuzione

### Edizione italiana
Il doppiaggio italiano del film fu eseguito dalla C.D.C. e diretto da Manlio De Angelis, anche autore dei dialoghi. Nessun membro del cast vocale del film precedente riprese il proprio ruolo.

## Accoglienza

### Incassi
Con l'apertura a 1.400 sale negli Stati Uniti, Fievel conquista il West ha, al 30 novembre 2019, la 110ª uscita di tutti i tempi con classificazione G più ampia e la 96a apertura di film con classificazione G più ampia negli Stati Uniti. Ha anche il 124º weekend di apertura più grande di tutti i tempi per un film classificato G, aprendo al quarto posto con $ 3.435.625; e ha il sessantesimo più piccolo calo nel fine settimana per un film in oltre 600 sale grazie alla sua seconda settimana che ha incassato $ 3.782.080. Tuttavia, detiene anche il record del 119º fine settimana post-ringraziamento.
Fievel conquista il west alla fine ha guadagnato poco più di $ 22 milioni a livello nazionale e $ 18 milioni all'estero, per un totale di $ 40.766.041; rendendolo il 15° film con il maggior incasso del 1991 negli Stati Uniti e il 37° con il maggior incasso dell'anno in tutto il mondo. Al 1º dicembre 2019, è il 141° film G-rated con il maggior incasso nazionale di tutti i tempi e il 123° in tutto il mondo. Al contrario, il film originale ha incassato 47,4 milioni di dollari negli Stati Uniti nel 1986, un record all'epoca per un film d'animazione non Disney, e altri 36 milioni di dollari all'estero, per un totale di 84 milioni di dollari.

### Critica
Fievel conquista il West detiene una percentuale critica del 57% su Rotten Tomatoes sulla base di 14 recensioni.
Peter M. Nichols, del The New York Times, ha scritto che il film "è stato stroncato dal fatto che non era così innovativo come altri nuovi film d'animazione, in particolare La bella e la bestia della Disney, il leader dell'animazione". Numerosi revisori hanno condannato la mancanza di una storia coerente di Fievel conquista il West e un ritmo estremamente veloce. Come hanno riassunto i critici, il film "ha un'attività costante ma obiettivi minimi"; "ha poca spinta narrativa o risonanza emotiva", il suo climax si sente "scontato e appiccicoso"; e ha "tante sottotrame e digressioni" che "semplicemente non sono riuscite a sviluppare la narrazione centrale". Alcuni revisori sono stati anche a disagio per la tribù dei topi indiani in quanto insensibili alla razza. Empire ha affermato che, nonostante i suoi divertenti personaggi comici e le "fantastiche scene di inseguimento", Fievel conquista il West soffriva di essere "abbastanza prevedibile". Un recensore al contrario ha apprezzato i frammenti di "umorismo sofisticato" e le sfumature dell'Olocausto nella sceneggiatura, e un altro ha evidenziato le sue gag, come la scena di Tigre catturato dai topi indiani. Alcuni critici hanno definito le canzoni più deboli e non memorabili come quelle del primo film, anche se la versione dei Blues Brothers della canzone "Rawhide" è stato messa in luce da alcuni e "The Girl You Left Behind" da una recensione de People.
L'Orlando Sentinel ha scritto che la trama principale è "lasciata sottosviluppata" in mezzo a "numerose sotto-trame". Il Washington Post lo ha elogiato per essere "veloce, vivido e un vero spasso per gli spettatori di qualsiasi età", ma ha anche notato la sua configurazione traballante, dicendo che "la famiglia è ingannata in una ricerca attraverso il paese da un topo finto dalla parlantina veloce [...] Non solo i fili della marionetta sono completamente visibili durante il discorso di Mr. Crudelio, ma il gatto può essere visto attraverso una grata di fogna. Sciocchi topi!"
La maggior parte dei critici ha trovato l'animazione di alta qualità in generale. Clifford Terry del Chicago Tribune ha applaudito l'animazione "vivace e ricca", in particolare le "figure colorate e gli sfondi dettagliati".  Il New York Times ha riassunto la visione del film sull'Occidente come "sorprendentemente noiosa"; e The Austin Chronicle ha affermato che "i primi piani sono espressivi ma gli sfondi sono blandi e privi di ispirazione". Mentre la maggior parte delle recensioni ha applaudito anche il cast vocale, una recensione di Hartford Courant era più divisa al riguardo, apprezzando le interpretazioni di Irving e Stewart ma trovando DeLuise e il suo personaggio irritanti e Cleese "sprecato" per il film. Empire ha anche nominato Mr. Crudelio "uno dei cattivi animati meno vili di sempre, anche con il talento vocale strisciante di John Cleese".
Entertainment Weekly lo ha definito uno dei migliori film per bambini del 1991 insieme a La bella e la bestia e Tuffo nel buio (1991); e The Seattle Times lo hanno premiato come uno dei "Migliori argomenti per i sequel" del 1991 insieme a Terminator 2 - Il giorno del giudizio, Un mitico viaggio e Una pallottola spuntata 2½ - L'odore della paura.

## Riconoscimenti
1992 - Golden Globe
- candidatura per la migliore canzone originale (Dreams to Dream)

## Home video
In Italia, il film viene distribuito in VHS dalla CIC Video in ottobre 1992.

## Seguiti
- Fievel - Il tesoro dell'isola di Manhattan (1998)
- Fievel - Il mistero del mostro della notte (1999)

## Colonna sonora
La colonna sonora è scritta da James Horner ed è ricordata principalmente per il brano Dreams to Dream.
Nel film si può trovare anche la nota versione della sigla del western televisivo anni 50' Gli uomini della prateria (in inglese Rawhide) rifatta dai Blues Brothers e contenuta nel loro omonimo film del 1980, diretto da John Landis. Il produttore del film, che è Steven Spielberg, era comparso come attore nel film cult nel ruolo di un impiegato di banca e il film era prodotto dalla Universal Studios, come anche questo film.

## Adattamenti
Dal film vennero tratti due videogiochi tra loro indipendenti:
- An American Tail: Fievel Goes West (1993) per MS-DOS della Capstone Software
- An American Tail: Fievel Goes West (1994) per SNES della Hudson Soft